# Beharovce
Beharovce (deutsch Beharz oder Beharowitz, ungarisch Beharóc) ist eine Gemeinde im Osten der Slowakei, mit 181 Einwohnern (Stand 31. Dezember 2024) und gehört 
zum Okres Levoča, einem Kreis des Prešovský kraj.

## Geographie
Die Gemeinde liegt im Ostteil des Talkessels Hornádska kotlina im Schatten sowohl der Leutschauer Berge im Norden als auch des Branisko im Osten. Das Ortszentrum liegt auf einer Höhe von 459 m n.m., 19 Kilometer östlich von Levoča sowie 35 Kilometer westlich von Prešov.
Unweit des Ortes liegt der Autobahntunnel Branisko.

## Geschichte
Der Ort wurde zum ersten Mal 1338 schriftlich erwähnt. Die Einwohner dienten der nahen Zipser Burg in verschiedenen Berufen, darunter auch als Boten, was der Gemeinde seinen Namen gegeben hat (slowakisch behať = laufen). 

## Bevölkerung
| Jahr                | 1994 | 2004     | 2014     | 2024     |
| ------------------- | ---- | -------- | -------- | -------- |
| Anzahl der Personen | 166  | 184      | 163      | 181      |
| Unterschied         |      | +10,84 % | −11,41 % | +11,04 % |

| Jahr                | 2023 | 2024    |
| ------------------- | ---- | ------- |
| Anzahl der Personen | 186  | 181     |
| Unterschied         |      | −2,68 % |

Laut der Volkszählung 2001 (171 Einwohner) besteht die Bevölkerung ausschließlich aus Slowaken, die sich alle zur römisch-katholischen Kirche bekannt gegeben haben.